# Nagasawa Kanae
Nagasawa Kanae est un nom japonais traditionnel ; le nom de famille (ou le nom d'école), Nagasawa, précède donc le prénom (ou le nom d'artiste).
Nagasawa Kanae (長澤鼎, Nagasawa Kanae) (20 février 1852 - 1er mars 1934) est un viticulteur japonais qui est la première personne japonaise à s'installer définitivement aux États-Unis. Disciple du prêcheur Thomas Lake Harris (en), l'autoproclamé « Père, Pivot, Primat et Roi de la Confrérie de la Nouvelle Vie », il le suit de New York à Santa Rosa en Californie, où il reprend finalement le domaine de Fountain Grove (en) de Harris. Récipiendaire de l'ordre du Soleil levant, il meurt en 1934. La grange ronde (en) qu'il a fait construire à Fountain Grove fut longtemps un point de repère du comté de Sonoma avant sa destruction par un incendie en 2017.

## Biographie

### Jeunesse de formation
Originaire de Kagoshima, Nagasawa, fils d'un samouraï du domaine de Satsuma, naît sous le nom d'Isonaga Hikosuke. À 12 ou 13 ans, il est l'un des 15 étudiants de Satsuma sortis clandestinement du Japon et envoyés au Royaume-Uni pour apprendre les coutumes, la technologie et les systèmes occidentaux. À cette époque, le daimyō leur accorde à tous un nouveau nom afin de protéger leurs familles de toute répercussion juridique éventuelle car les voyages à l'étranger étaient interdits à l'époque.
Nagasawa, étant trop jeune pour l'université, est envoyé à  Aberdeen en Écosse, pour vivre chez la famille de Thomas Blake Glover et aller à l'école. C'est là qu'il rencontre le noble anglais Laurence Oliphant, disciple de Thomas Lake Harris (en) et chargé de trouver des recrues potentielles pour sa communauté de l'État de New York. Oliphant emmène Nagasawa, ainsi que cinq autres étudiants de Satsuma, à New York pour rejoindre la communauté. Nagasawa étudie à l'université Cornell pendant une année en 1870. Tandis que les autres étudiants ayant quitté le Japon avec Nagasawa rentrent chez eux peu de temps après, lui reste avec Harris et le suit finalement jusqu'en Californie lorsqu'il quitte Brocton.

### Fountain Grove

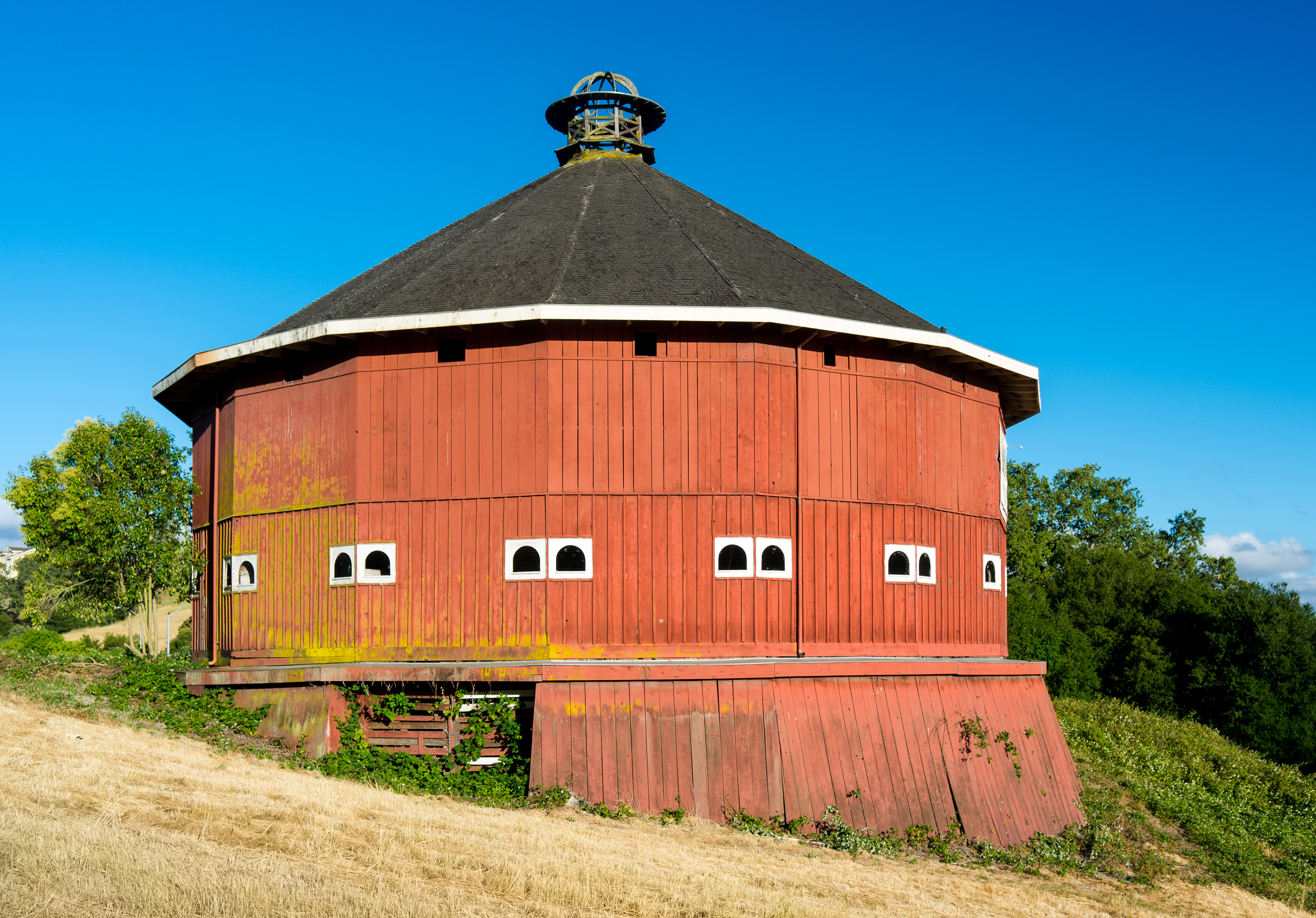
La de Fountain Grove, construite alors que Nagasawa dirige le domaine, est détruite par un incendie de forêt en 2017.

Nagasawa arrive en Californie en 1875 à l'âge de 23 ans. La communauté établie par Harris à Santa Rosa s'appelle Fountain Grove et le ranch s'étend sur 4 km². Harris invite le viticulteur John Hyde sur la propriété pour planter des raisins et instruire les disciples en viticulture. Nagasawa devient ainsi vigneron après le départ de Hyde et produit du vin pour le magasin de la Confrérie de la Nouvelle Vie à New York ainsi que pour les îles britanniques. Il introduit les vins californiens à l'international, y compris en Europe et au Japon. Son vin remporte plusieurs médailles et est largement commercialisé. Harris attribue ce succès aux qualités spirituelles de la communauté de Fountain Grove, qu'il quitte cependant en 1891 après que la journaliste Alzire Chevaillier ait écrit plusieurs articles dans le San Francisco Chronicle disant que le chef de la communauté était un charlatan. Harris meurt en 1906 sans jamais retourner à Fountain Grove, et Nagasawa reprend le domaine, tout en devenant le nouveau chef de la Confrérie de la Nouvelle Vie qu'il dirige jusqu'à sa mort. En 1916, cependant, il est le seul membre de la secte à résider encore à Fountain Grove, et bien que d'autres membres lui rendent visite de temps en temps, l'activité missionnaire avait effectivement cessé au cours des dernières années de la vie de Harris.
Nagasawa devient le principal producteur de vin de Californie. Il effectue quatre voyages à Kagoshima au Japon où il gagne le surnom de « Roi du vin de Californie ». En 1915, il aide à diriger le stand japonais à l'Exposition internationale de Panama-Pacific à San Francisco, en reconnaissance de quoi l'empereur Taishō lui décerne l'ordre du Soleil levant. Il est souvent appelé « Prince Nagasawa » ou « Baron Nagasawa » en raison de son héritage de samouraï, interprété à tort comme une royauté, et organise des fêtes extravagantes à Fountain Grove, où le vin coule à flots, tout au long de la Prohibition.
La grange ronde de Fountain Grove est construite à l'époque où Nagasawa Kanae dirige le domaine. Avant qu'elle ne soit détruite dans un incendie en 2017, c'était l'une des très rares granges rondes encore existante en Californie. Elle était en fait composée de 16 faces,,.

### Mort et héritage
Nagasawa vit jusqu'au début du XXe siècle, supportant un sentiment anti-japonais croissant en Amérique. Malgré les efforts pour transmettre la propriété de Fountain Grove à ses proches, y compris à son petit-neveu et sa petite-nièce d'origine américaine, le terrain est saisi par le conseil municipal de Santa Rosa puis vendu lors d'une vente immobilière,. La propriété devient un ranch de bétail et est aujourd'hui en grande partie une zone résidentielle, bien que plusieurs centaines d'acres soient encore plantés. La grange ronde de Nagasawa était un point de repère à Santa Rosa, et un parc de 33 acres est nommé en son honneur en 2007.